# Place Bellecour
Pour les articles homonymes, voir Place Louis-le-Grand et Louis le Grand.
La place Bellecour est une place du 2e arrondissement de Lyon, en France. Élément majeur de la ville et sa plus grande place avec ses 62 000 m2, cinquième plus grande place de France, elle est la plus grande place piétonnière d'Europe. Elle présente une forme trapézoïdale avec une taille de 300 mètres sur 220 d'un côté et 190 mètres de l'autre. Elle est le kilomètre zéro des voies au départ de Lyon.

## Description
La partie Nord de la place est un espace vide de la taille d'un terrain de football, la mairie préférant le conserver ainsi pour y organiser des manifestations. Une grande partie de la place est recouverte de gorrhe du Beaujolais, caractéristique pour sa couleur rouge-orangée.
En son centre se trouve une statue équestre de Louis XIV par François-Frédéric Lemot. Une autre statue, représentant Le Petit Prince et Antoine de Saint-Exupéry, est située à l'extrémité sud-ouest de la place.
Sur la partie sud de la place, on trouve deux pavillons qui abritent des services de l'office du tourisme, un petit parc pour enfants, des fontaines et des kiosques abritant brasseries et fleuristes.
La place est entourée de rangées de tilleuls et de marronniers.

## Situation et accès
Cette place se trouve aujourd'hui dans le deuxième arrondissement de la ville sur la presqu'île, entre la Saône et le Rhône. De la place Bellecour partent trois artères majeures de la Presqu'île de Lyon, côté nord pour le quartier des Terreaux et côté sud pour le quartier de Perrache, dont deux piétonnières : 
- la rue de la République, menant à la place de la Comédie en passant par la place de la République, entre l'Hôtel de Ville et l'Opéra puis à la place Louis-Pradel par la rue du Puits-Gaillot côté nord ;
- la rue Victor-Hugo, qui mène à Perrache et la place Carnot côté sud ;
- la rue du Président Édouard Herriot côté nord, ouverte à la circulation automobile, où se concentrent les enseignes de luxe, et qui mène à la place des Terreaux.

La place est également située sur l'axe est-ouest permettant de relier la rive droite du Rhône à la rive gauche de la Saône. Le quartier du Vieux Lyon et de la cathédrale Saint-Jean se situent à l'ouest, de l'autre côté du pont Bonaparte sur la Saône, que l'on rejoint par la rue du Colonel-Chambonnet. Le quartier de La Guillotière se situe à l'est, de l'autre côté du pont de la Guillotière que l'on rejoint par la rue de la Barre.
Deux places de taille plus réduite viennent s'articuler avec la place Bellecour : 
- la place Antonin-Poncet entre l'angle sud-est de la place et le Rhône ;
- la place Le Viste, dans l'angle nord-est de la place, à la jonction des rues de la République et de la Barre.

La place Bellecour constitue le point kilométrique 0 de Lyon : toutes les distances sont comptées à partir de ce point.
Elle est desservie par deux lignes de métro : les lignes A et D et de nombreuses lignes de bus. La station Bellecour est de ce fait la plus fréquentée du métro lyonnais.

## Odonymie
Le toponyme dont dérive le mot « Bellecour » apparaît dès le XIIe siècle. Les terres agricoles que l'archevêque y possède sont appelées bella curtis (« beau jardin »). Au XVIe siècle, ce qui n'est encore qu'un pâturage porte le nom de pré de Belle court. En 1715, devenue place publique, elle est baptisée place Royale, puis place Louis-le-Grand en hommage à Louis XIV.
En 1790, sous la Révolution, les odonymes monarchistes disparaissent et la place devient place de la Fédération, pour perpétuer le souvenir de la Fête de la Fédération, dont l'anniversaire marque depuis lors la fête nationale française. Dès 1793, le lieu des manifestations politiques de la ville prend le nouveau nom de place de l’Égalité (en 1794, la place des Jacobins s'appelle place de la Fraternité). L'odonyme continue à évoluer avec les régimes politiques : en 1800 l'esplanade est la place Bonaparte et devient logiquement un peu plus tard place Napoléon (avant que, sous le Second Empire, ce ne soit la place Carnot à laquelle ce nom est attribué).
En 1814, sous la Restauration, la place redevient place Louis-le-Grand. Ce n'est que sous la Troisième République que la place prend son nom actuel de place Bellecour. Elle est renommée place du Maréchal-Pétain après une visite du chef du régime de Vichy à Lyon les 18 et 19 novembre 1940. Elle reprend le nom de place Bellecour à la Libération.

## Histoire

### Antiquité
À l’époque gallo-romaine, le quartier de Bellecour est une île ou une presqu'île formée de terres alluviales. Le quartier connait alors une activité romaine, militaire et marchande : on y a retrouvé des canabae, baraques qui servaient d’entrepôt aux négociants et aux nautes gallo-romains, la ville se situant alors sur la colline de Fourvière, avant qu'elle en descende en rive de la Saône au IIIe.

### Moyen-Âge
À la fin du XIIe, l'archevêque de Lyon possède sur la presqu'île la bella curtis, composée de terrains où pousse notamment une vigne. Abandonné, l'endroit redevient marécageux.

### XVIème siècle
En 1562, le baron des Adrets attaquant Lyon, installe ses hommes d'arme sur ce qui est alors « le pré de Belle-court ». Il y installe son artillerie pendant l'occupation protestante.

### XVIIème siècle
En 1604, Henri IV pousse le Conseil de la ville à acquérir le pré afin d'y aménager une place publique. Mais les héritiers de l'archevêque se disputent lors d'un interminable procès.

#### Construction de l’hôpital de la Charité
L'Aumône générale achète le 2 décembre 1614 des terrains situés entre la place Bellecour et le Rhône afin d'y construire un hôpital. L'hôpital de la Charité de Lyon est construit de 1617 à 1622. L'église de l'hôpital s'ouvre sur la place Bellecour. La place de la Charité est aménagée entre l'angle sud-est de la place Bellecour et les quais du Rhône, le long du flanc nord de l'hôpital. 

#### Visites des rois de France
Le 7 août 1630, Louis XIII s'installe dans un hôtel sur la place pour y négocier un traité avec la Savoie. Le 24 septembre 1658, c'est au tour de son successeur Louis XIV d'y séjourner. Il en profite pour promulguer une ordonnance pour que la ville préserve cette place. La place est définitivement acquise par la ville en décembre 1658.
L'endroit est alors renommé place Louis-le-Grand, et orné d'une statue de bronze représentant le roi Louis XIV et réalisée par Martin Desjardins. Autour de la place sont construits des édifices, dont les façades sont dessinées par le premier architecte du roi Robert de Cotte. Louis XIV visite Lyon une seule fois, dans sa jeunesse, en 1658. Depuis l'installation à Versailles, le roi est présent en province surtout par ses statues équestres.

### XVIIIème siècle

#### Aménagements
Les parcelles côté Saône sont vendues par la ville, puis construites entre 1717 et 1723, donnant à la place ses contours définitifs.
A la veille de la Révolution française, la place se compose de deux jardins à la française symétriques sur ses moitiés Est et Ouest, composés de bancs, pelouses et fontaines.

#### Pendant la Révolution
À la Révolution, un autel de la Liberté y est élevé le 14 juillet 1790. On y installe une guillotine en 1792. La statue royale est détruite en 1793, fondue pour en faire des canons. Les façades Est et Ouest sont détruites à la suite du siège de Lyon la même année.

### XIXème siècle

#### Consulat et Premier Empire
Le 21 juin 1800, Bonaparte de passage à Lyon après la victoire de Marengo, pose la première pierre des nouveaux édifices.
En novembre 1804, puis en avril 1805, sur le trajet aller-retour pour se rendre à Paris, le pape Pie VII passe par la place Bellecour, où une plaque commémorative de l'événement est toujours visible au numéro 3.

#### Restauration
Lors de la Restauration, la place s'orne d'une nouvelle statue de Louis XIV, due au sculpteur François-Frédéric Lemot, inaugurée le 6 novembre 1825. Celle-ci échappe de peu à la destruction lors des révolutions de 1848 et 1870.
En 1829, Madame Girard installe une buvette de renommée sur la place.

#### Second Empire

##### Autour de la place
La place est indirectement concernée par les travaux de transformation de la presqu'île menés par le préfet Vaïsse. 
En effet, quelques immeubles sont démolis au nord pour permettre l'ouverture de nouvelles voies à partir de la place : la rue Impériale (actuelle rue de la République) vers la place de la Comédie, la rue de l'Impératrice (aujourd’hui rue Édouard-Herriot) vers la place des Terreaux, et la rue Gasparin à l'emplacement d'une partie de l'ancienne préfecture (ancien couvent des Jacobins). La place Le Viste adjacente à la place est à cette occasion élargie car précédant le début des rues Impériale et de l’Impératrice.

##### Sur la place

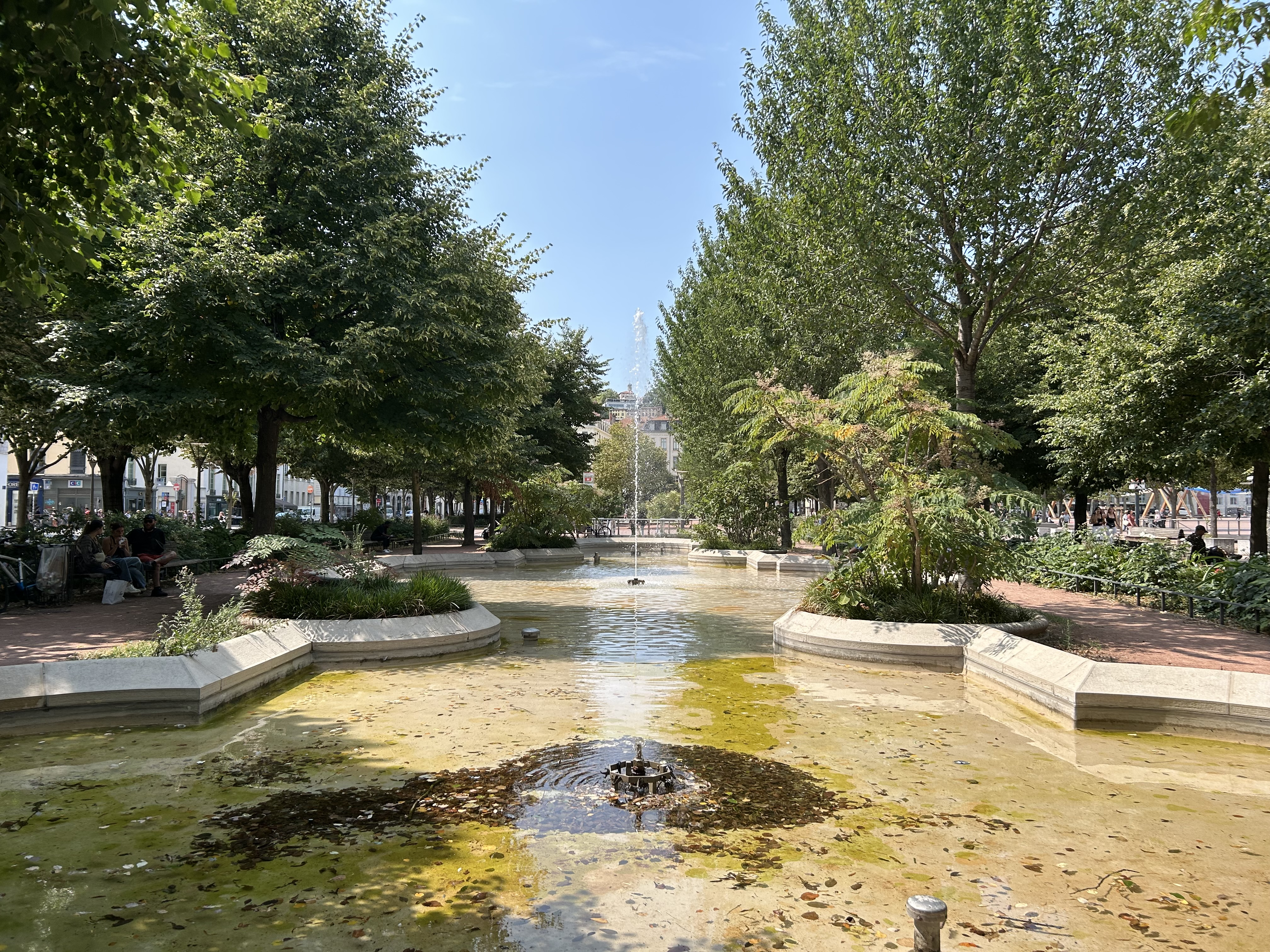
Le bassin Est en 2025.

La place se dote à cette époque de ses deux bassins-fontaines (Est et Ouest) et de marronniers.

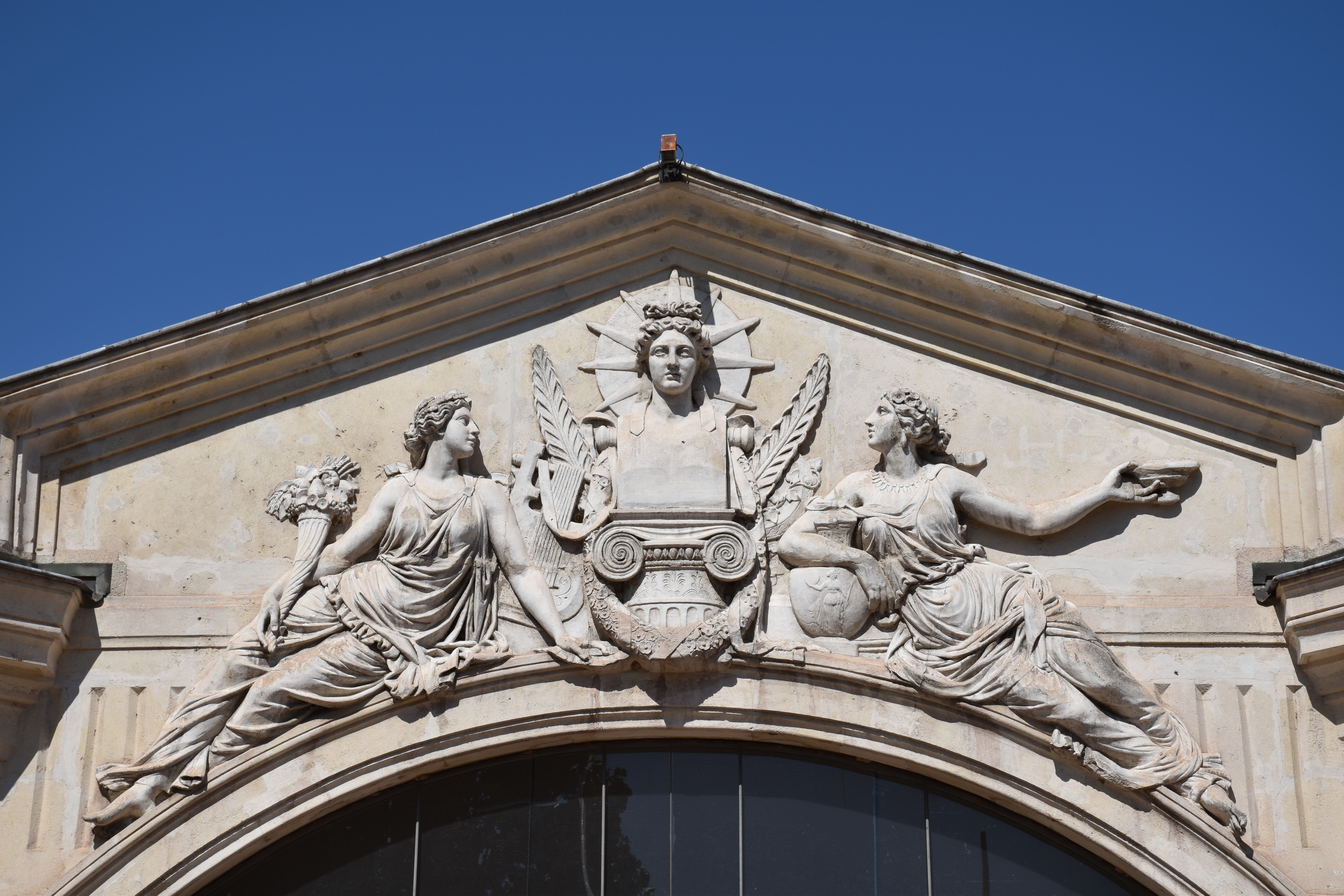
Joseph-Hugues Fabisch, Fronton avec le buste d’Apollon (1854), pavillon ouest.

Les deux pavillons situés sur la place ont été construits en 1852 par Tony Desjardins. Celui qui est à l'ouest, à côté des jardins d'enfants, était, avant de devenir les bureaux de l'office de tourisme « Le Rectangle », une salle d'exposition nommée Maison de Lyon. C'était initialement un café, La gargote du Père Lathuille, avant de devenir un café-restaurant dansant nommé La Maison Dorée. Le bâtiment situé au sud-est de la place, dans lequel a été installé l'office du tourisme en 2008, était un pavillon militaire, plus tard transformé en poste de police, puis en Syndicat d'Initiative en 1924.

### XXème siècle

#### Création de la place Antonin-Poncet (1934)
En 1934, l'hôpital de la Charité est détruit, à l'exception du clocher de l'église. La place de la Charité est alors agrandie et devient l'actuelle place Antonin-Poncet.

#### Seconde Guerre mondiale
Pendant la Seconde Guerre mondiale, le maréchal Pétain vient passer des troupes en revue le 18 novembre 1940. La Gestapo s'installe sur la place, au numéro 32, où de nombreux actes de torture seront commis. Le 27 juillet 1944, un café de la place fréquenté par les nazis et la milice française est la cible d'une explosion ne faisant aucun blessé. En représailles, les soldats allemands exécutent cinq prisonniers résistants sur la place dans la journée.

#### Travaux de sous-sol

##### Parc à voitures souterrain
En 1963, le maire Louis Pradel lance la construction d'un parc à voitures souterrain de 2 000 places sous la place Bellecour, remplaçant un parc de stationnement à ciel ouvert occupant la surface du lieu. Ce projet va légèrement bomber cette même surface et engendrer le remplacement du gorrhe par du goudron sur sa moitié Ouest.

##### Station de métro
En 1978, une station de métro est créée, sur la ligne A, puis agrandie en 1991 lors de la construction de la ligne D. 

### XXIème siècle

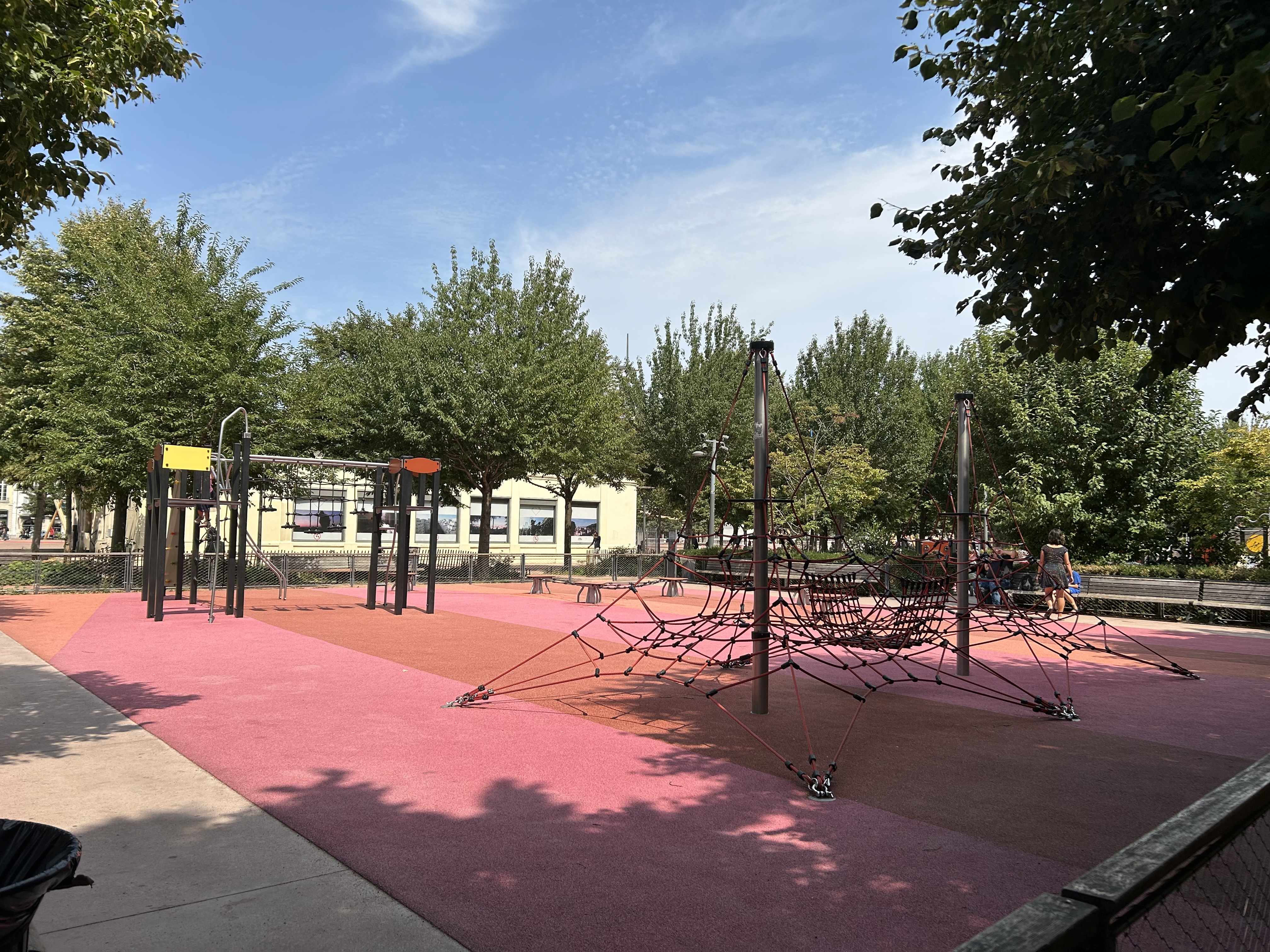
L’aire de jeux aménagée dans le cadre du réaménagement du sud de la place. Au second plan, les tilleuls plantés.

#### Réaménagement du sud de la place (2011-2013)
À partir de 2011 et jusqu’en 2013, d'importants travaux d'embellissement ont eu lieu sur la partie sud de la place. Sont effectués : le déplacement des deux bassins d'eau, la rénovation des cinq kiosques sur le côté Est, la construction d'un nouveau kiosque sur le côté Ouest, la rénovation de l'aire de jeux pour enfants, l’installation d’un nouvel éclairage (constitué de lampadaires géants à DEL économes en énergie), et la plantation de haies et d'arbres (avec le remplacement des marronniers par des tilleuls et des merisiers).
Il est à noter que l’aménagement végétal réalisé peut être qualifié de « retour aux sources », le tilleul étant la première essence plantée sur la place au XVIIe siècle.

#### Végétalisation de la place et œuvre d’art éphémère

##### Souhait de végétaliser la place (2019-2022)
La végétalisation de la place est un débat récurrent, et d'autant plus depuis que la fréquence des canicules estivales augmente. Cette végétalisation est rendue compliquée par le sous-sol de la place, occupé en grande partie par la station de métro et le parc de stationnement souterrain. 
Lors des élections municipales et métropolitaines de 2020, de nombreux candidats proposent diverses solutions pour végétaliser la place : un parc urbain pour David Kimelfeld, ou des plantes grimpantes pour Étienne Blanc. La liste écologiste, remportant les élections, prône elle à court terme pour l’insertion de mobilier urbain rafraîchissant la place l’été. En 2022, lorsque la mairie met en place son premier budget participatif, cette végétalisation est le projet le plus plébiscité par les Lyonnais.

##### Œuvre d’art «Tissage urbain» (2025-2030)

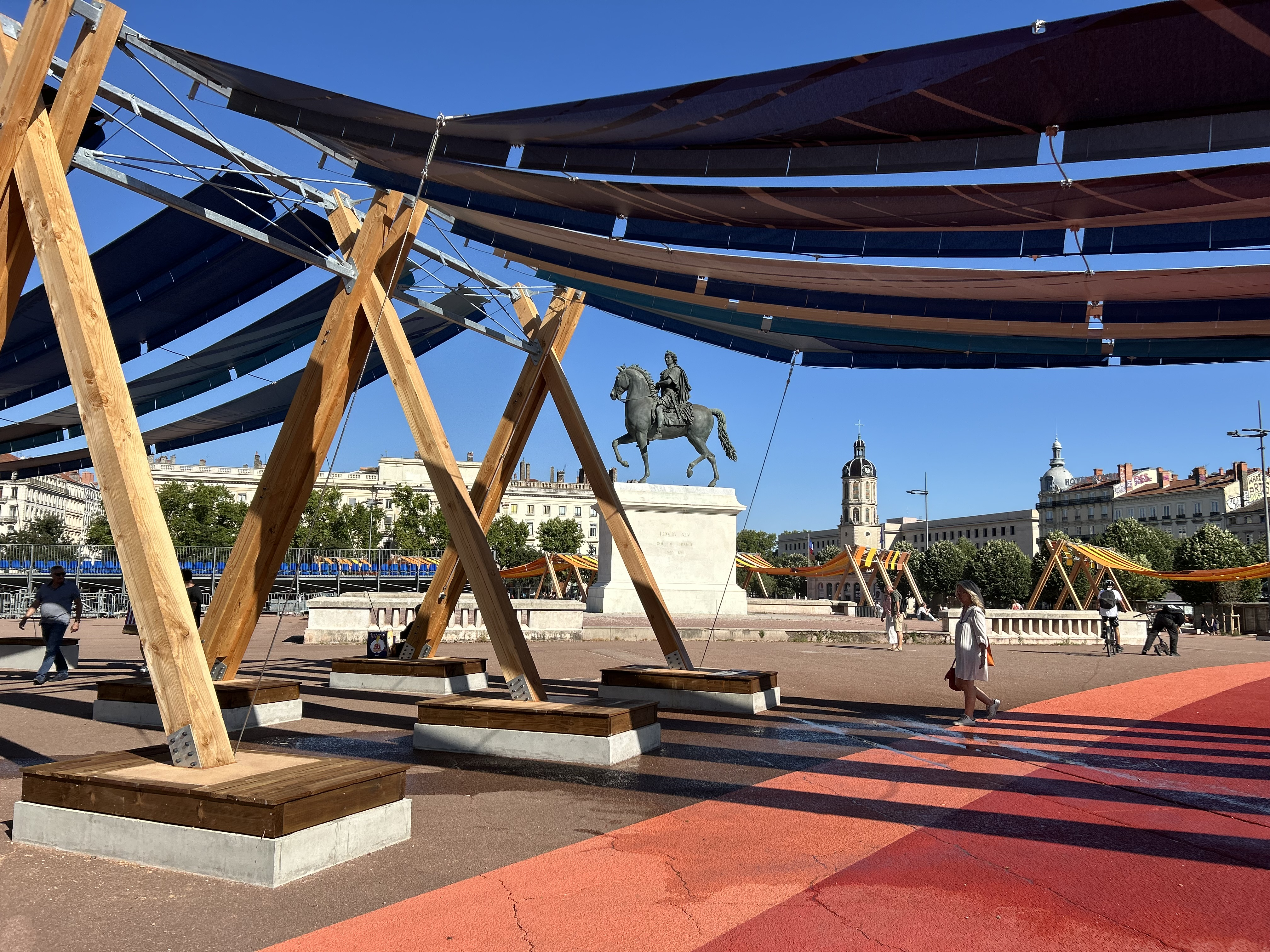
L’œuvre d’art vue depuis le centre de la place en 2025.

Le 12 novembre 2024, la mairie répond à la demande formulée deux ans plus tôt par un projet ne comprenant aucune végétalisation, rendue impossible par la forte occupation du sous-sol du lieu, mais bien de l’ombrage, par le biais d’une œuvre d’art chiffrée à 1,5 million d’euros, suscitant ainsi de nombreuses critiques car perçue comme particulièrement chère pour sa catégorie. Néanmoins, cette controverse n’empêche pas l’œuvre de voir le jour, étant installée entre avril et juillet 2025 pour être exposée jusqu’en 2030.

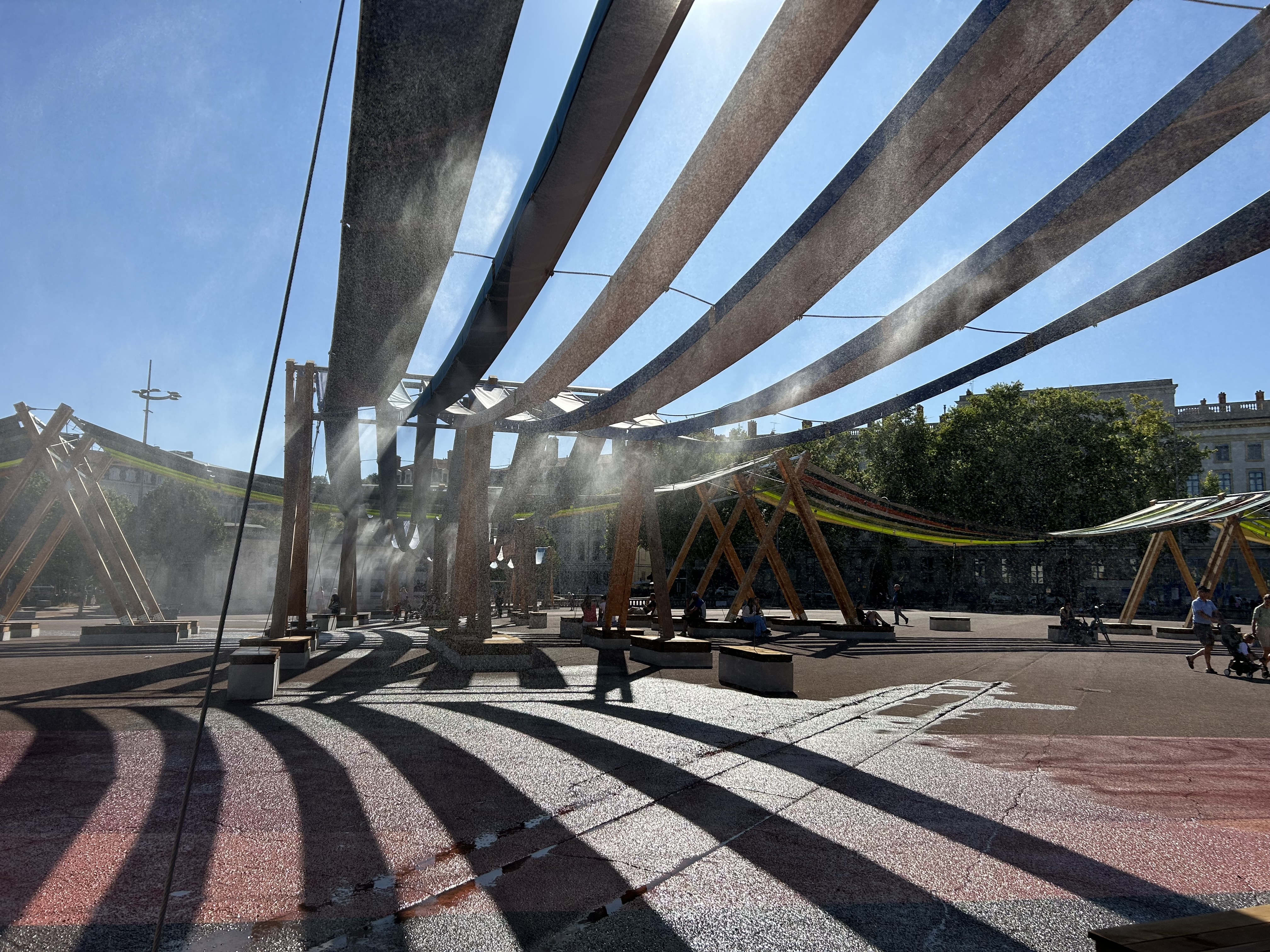
La brume diffusée par l’œuvre d’art en 2025.

A partir de juillet 2025, l’œuvre d’art « Tissage urbain », imaginée par l’artiste Romain Froquet, apporte ainsi de l’ombre sur le centre de la place. Le projet est composé de trois allées d’ombrières, dont une héberge un dispositif de brumisation pour rafraîchir les passants l’été. Un autre dispositif d’éclairage nocturne et des caméras de vidéosurveillance sont également installés pour l’œuvre.

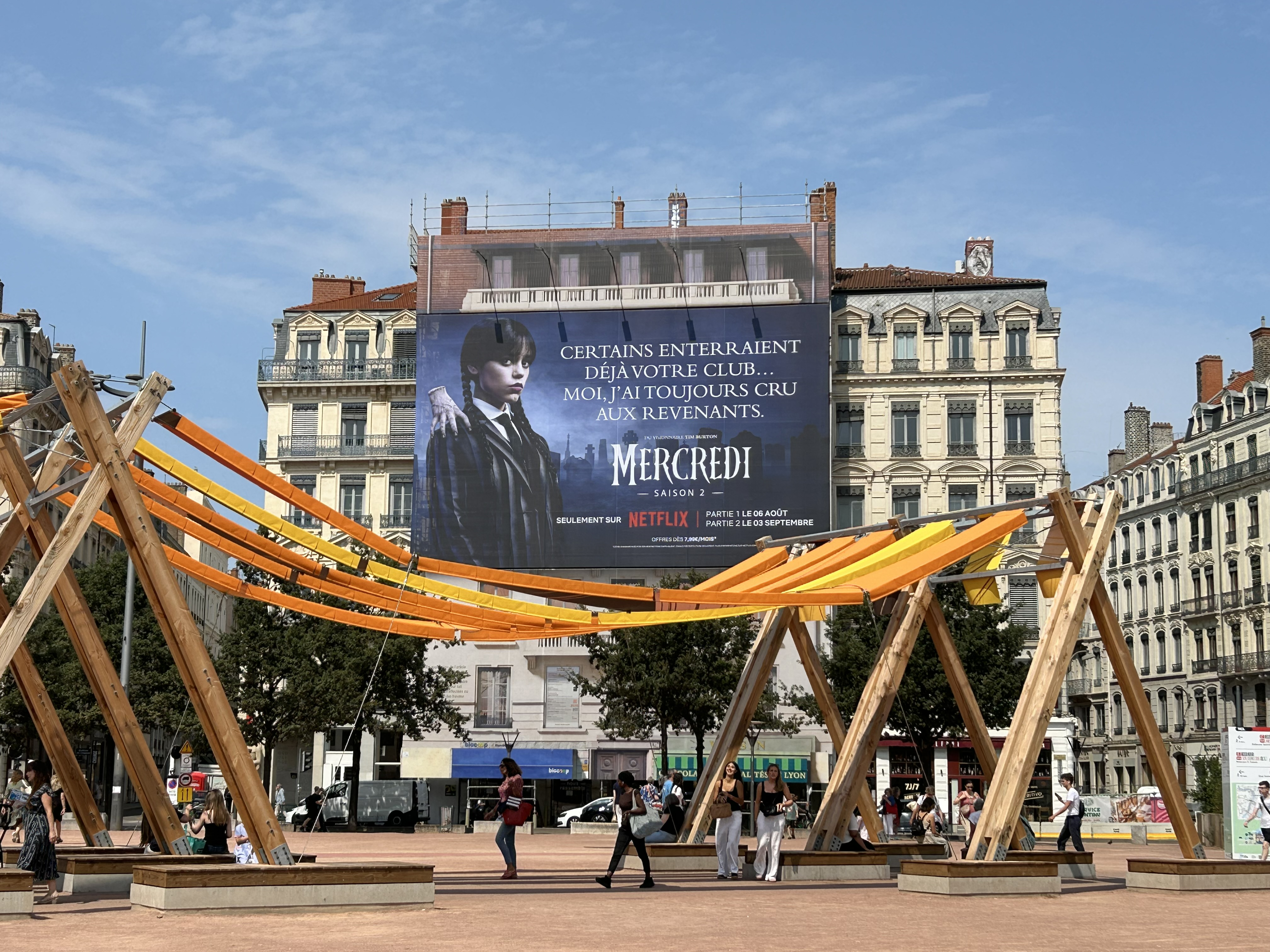
Un exemple de publicité géante, exposée sur les bâches du chantier de restauration d’une façade de la place en 2025.

Le 19 juillet 2025, l'œuvre est la cible d'actes de vandalisme.

#### Utilisation publicitaire contestée des façades de la place
L'espace occupé par la publicité, et notamment par les bâches publicitaires géantes posées devant les échafaudages lors de travaux sur les façades de la place, fait également souvent l'objet de débats et d'actions militantes,.

## Statues

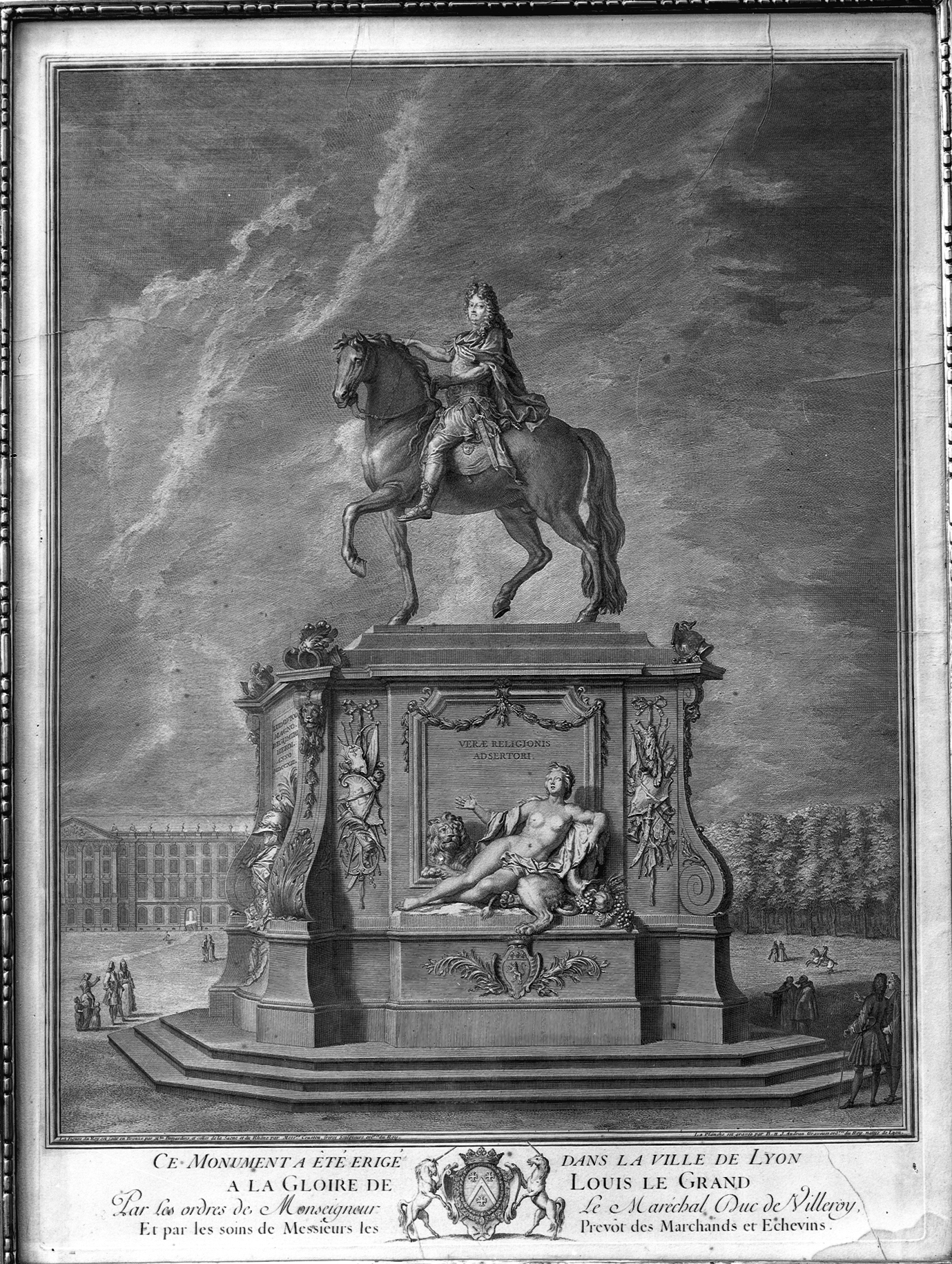
Statue de Desjardins.

### Statue équestre de Louis XIV
Une première statue a été créée en 1713 par Martin Desjardins : elle est détruite en 1793, au cours de la Révolution, en tant que symbole royal et pour en récupérer le bronze afin de faire des canons.
La statue actuelle, œuvre de François-Frédéric Lemot, est installée au centre de la place en 1825'. Jusqu'en 2021, elle était accompagnée, à ses pieds, de deux statues allégoriques créées en 1720 : la Saône de Nicolas Coustou et le Rhône de Guillaume Coustou, frère du précédent. Depuis 2022, elles sont exposées au musée des Beaux-Arts de la ville. Le socle provient d'un village situé dans le Beaujolais : Le Perréon (hameau de La Marbrière).
Coulée à Paris, elle est transportée à Lyon en douze jours, sur un attelage traîné par vingt-quatre chevaux. L'entrée de la statue dans la ville fut une occasion de fêtes qui attirèrent un grand concours de spectateurs.

### Le Veilleur de pierre
À l'angle avec la rue Gasparin, la statue du Veilleur de pierre se dresse à l'endroit de l'explosion d'une bombe posée par la résistance lyonnaise le 26 juillet 1944. Le café qui s'y trouvait alors, le « Moulin à Vent », était fréquenté par des officiers allemands et des membres de la Gestapo. L’explosion ne tua personne, mais déclencha la vengeance immédiate des Allemands : cinq résistants détenus à la prison Montluc, dont Albert Chambonnet et Gilbert Dru, furent exécutés le lendemain sur les lieux mêmes de l’explosion. Le mémorial a été réalisé par l’architecte Louis Thomas et le sculpteur Georges Salendre. On y lit le nom des cinq résistants fusillés, les lieux des massacres commis dans le Rhône pendant la Seconde Guerre mondiale, l'énumération de tous les camps de déportation et d'extermination nazis, ainsi que la mention « Passant, va dire au monde qu'ils sont morts pour la liberté ».

La statue du Petit Prince en 2025.

### Le Petit Prince
Côté ouest au n°1, vers la rue Antoine de Saint-Exupéry, se trouve une statue momumentale représentant le Petit Prince et Antoine de Saint-Exupéry. Celui-ci est né au n°8 dans cette rue qui s'appelait alors rue Alphonse Fochier. La statue a été inaugurée le 29 juin 2000, pour le centenaire de la naissance de l'écrivain. Elle a été créée par la sculptrice lyonnaise Christiane Guillaubey.
Le Petit Prince et son auteur se trouvent en haut d'un bloc de marbre de 5 m pesant 7 tonnes. Sur la colonne, sont gravées trois citations . : « J’aurai l’air d’être mort et ce ne sera pas vrai », « Une étoile luisait et déjà je la contemplais » et « On ne voit bien qu’avec le cœur, l’essentiel est invisible pour les yeux ».

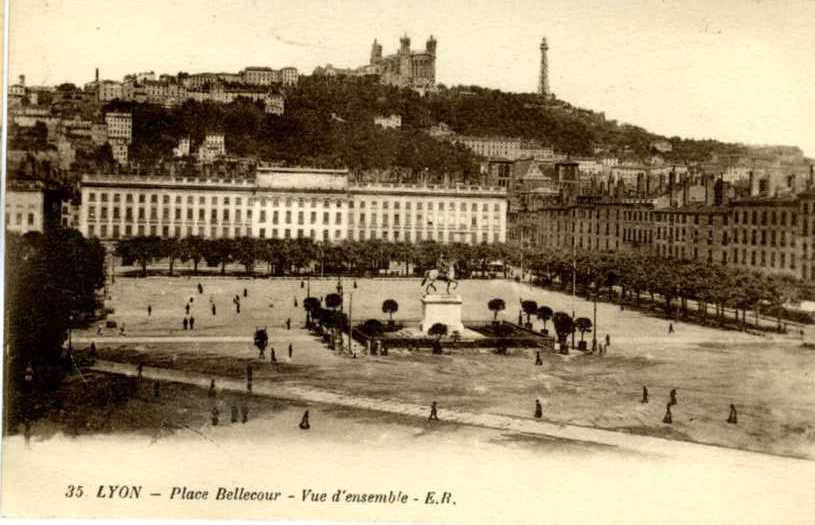
Carte postale de la place Bellecour à la fin du XIXe siècle.
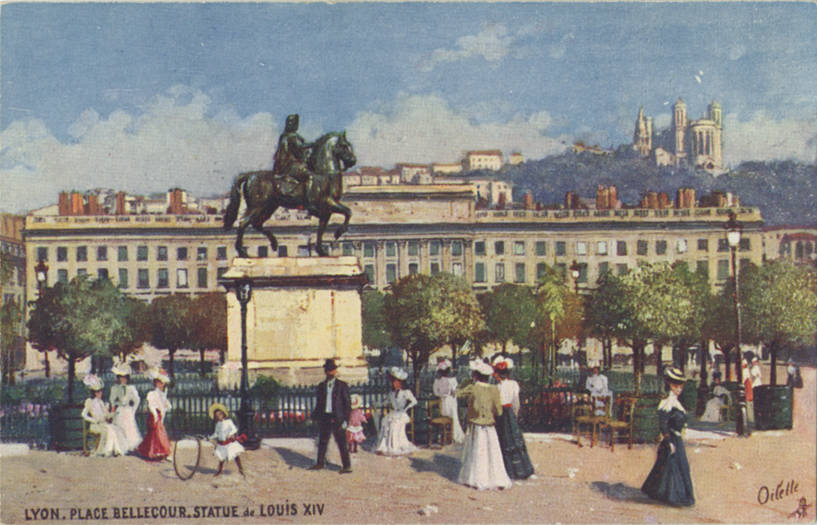
La place Bellecour vers 1915.
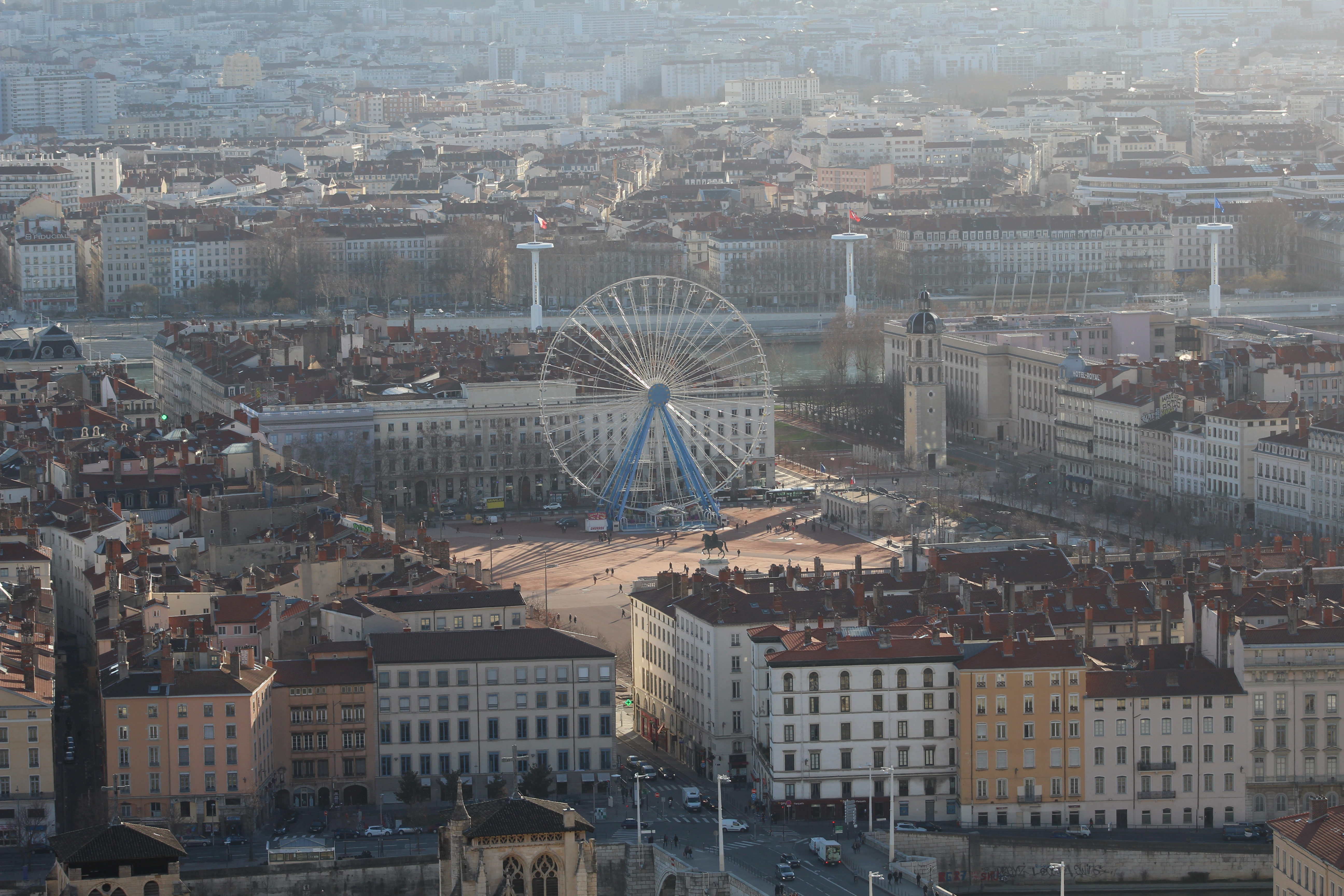
La place Bellecour vue depuis Fourvière.
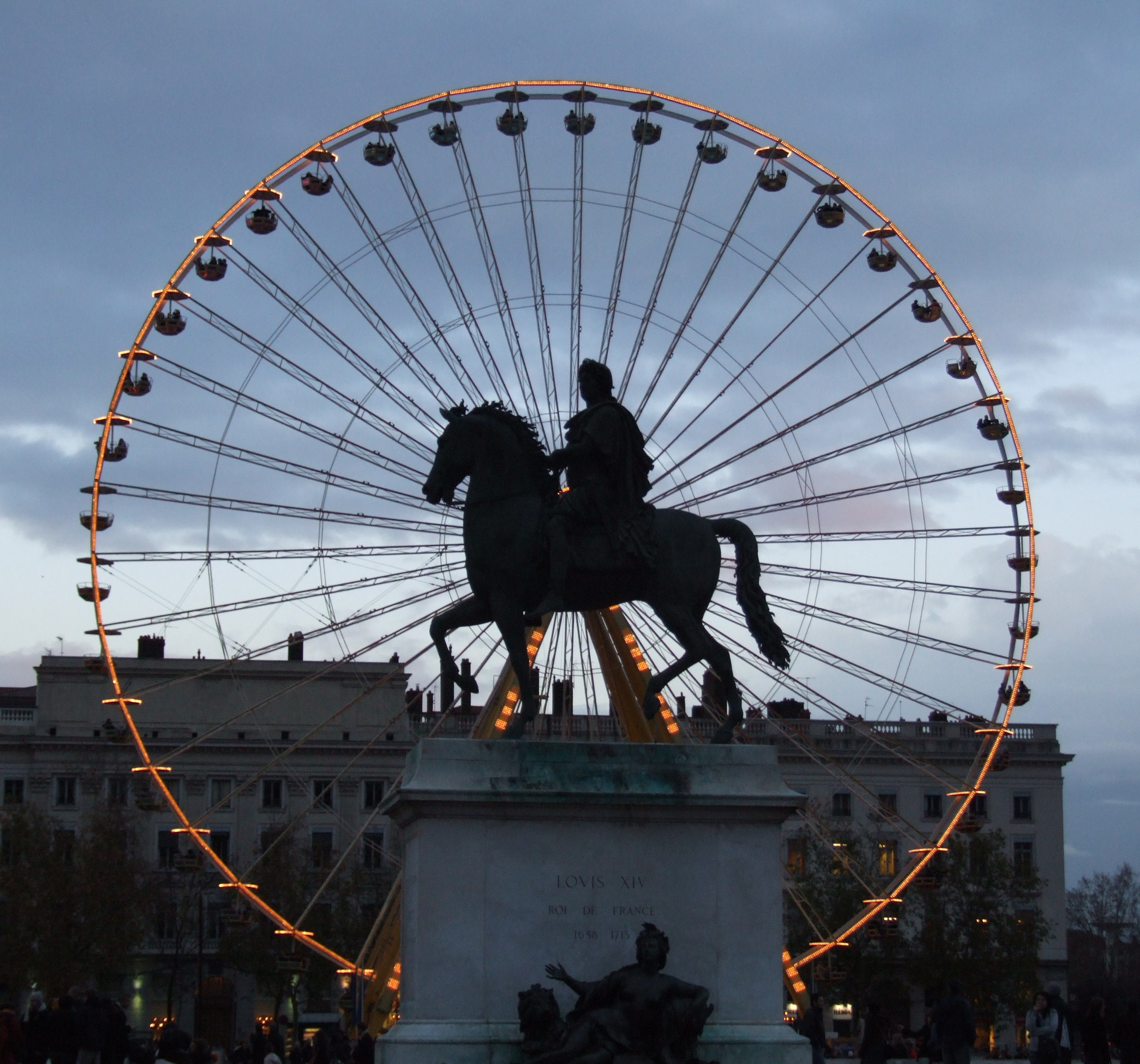
Statue équestre de Louis XIV, œuvre de François-Frédéric Lemot sur fond de grande roue.
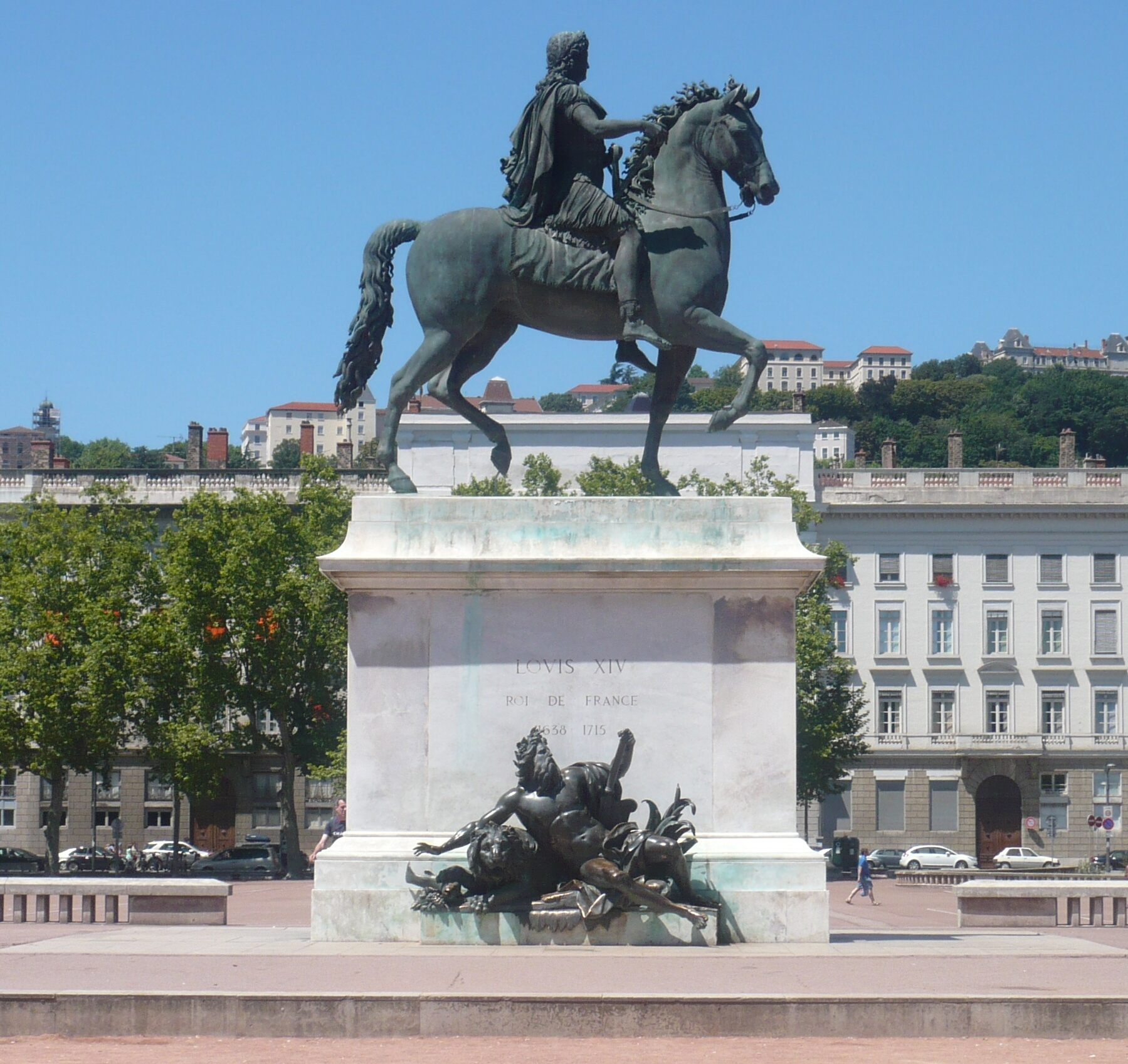
Statue équestre de Louis XIV - Place Bellecour, Lyon, France
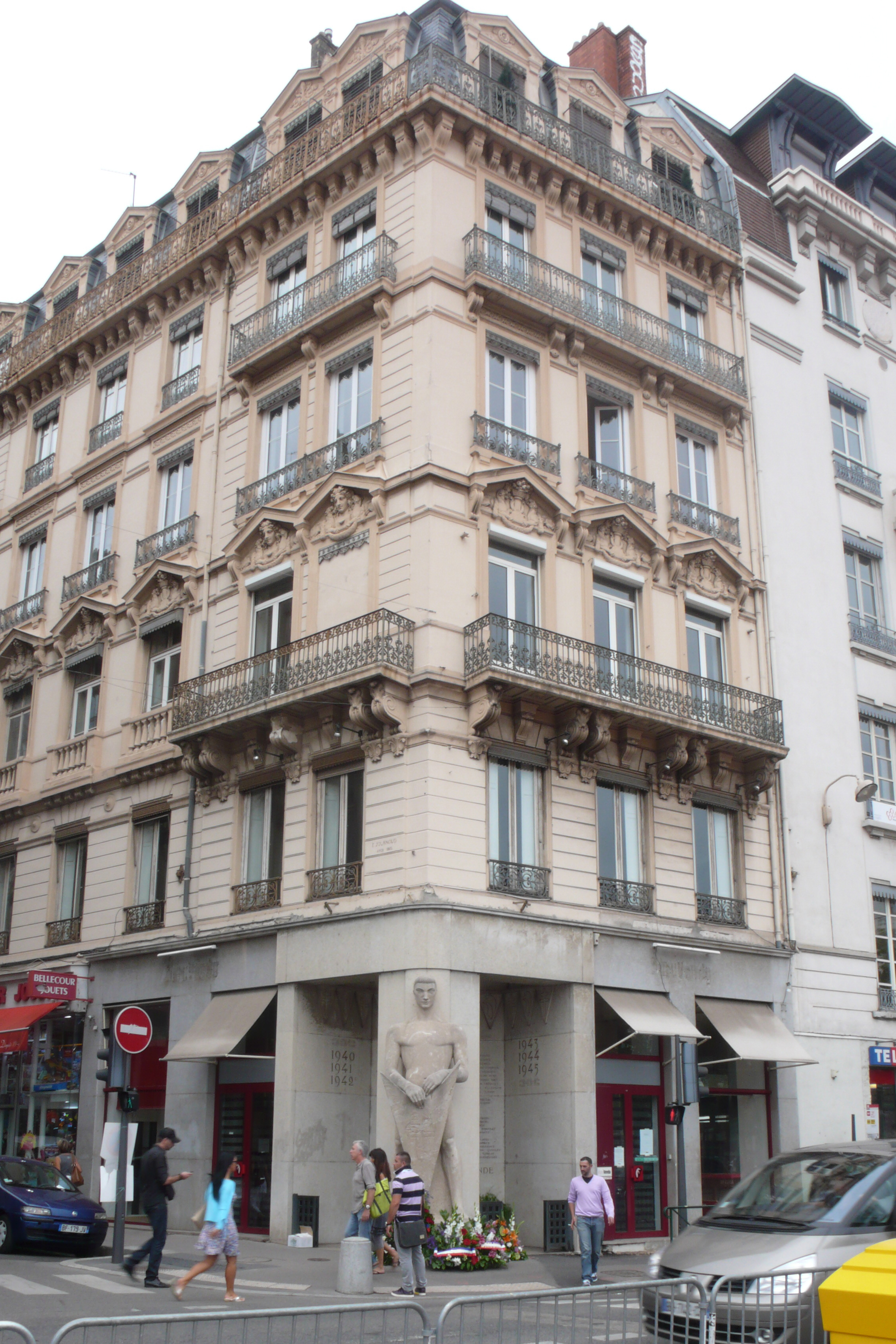
Mémorial du Veilleur de pierre.

## Événements
Tout au long de l'année, un certain nombre de manifestations ont lieu place Bellecour. En hiver, y est parfois installée une patinoire. Des concerts y sont donnés et des événements, comme un salon du livre ou la distribution du guide Petit Paumé, y prennent place.

### Manifestations
C'est aussi très souvent le point de passage, ou d'arrivée, de nombreuses manifestations syndicales ou étudiantes. On y assiste régulièrement à des heurts entre forces de l'ordre et manifestants, et la police y fait souvent usage de gaz lacrymogènes et de la technique illégale de la nasse. Lors du mouvement social de 2023, les manifestants s'en prennent à certains éléments symboliques du capitalisme ou de l'autoritarisme : banques, supermarchés, mais aussi la statue de Louis XIV,.

### Tournoi de boule lyonnaise à la Pentecôte
De 1900 à 1967, puis à nouveau de 2002 à 2019, la place accueillait le traditionnel tournoi de Pentecôte de boule lyonnaise.

### Grande roue

#### Emplacement

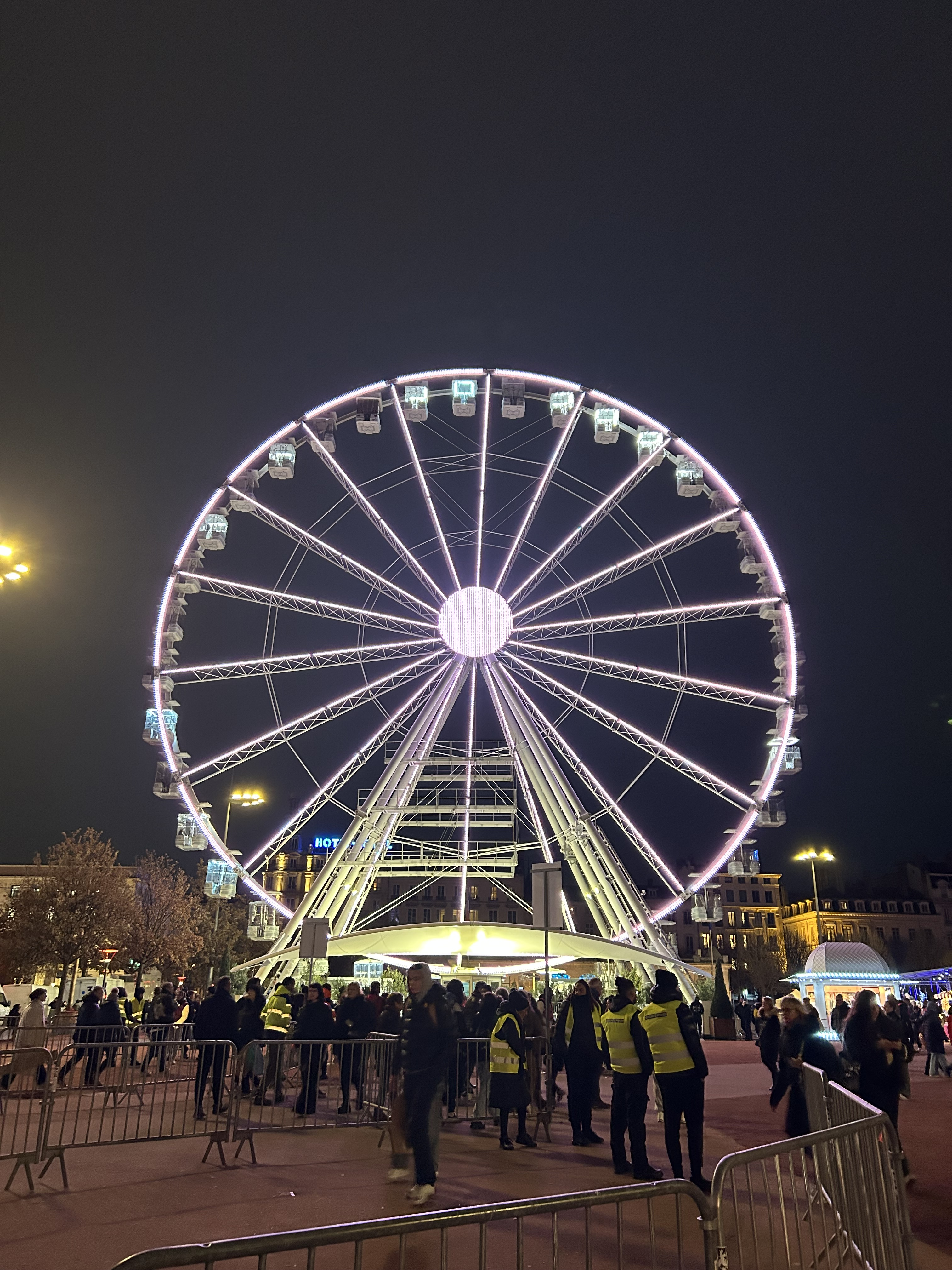
La grande roue photographiée lors de la Fête des Lumières 2024.

L'hiver, une grande roue est installée sur la place, sur son côté est. Jusqu'en 2005, elle était cependant installée sur la place Antonin-Poncet voisine. Elle est habituellement installée en novembre et démontée en mars. 
Après avoir été exposée dans le sens nord-sud de 2006 à 2018, la roue est exposée dans le sens est-ouest à partir de 2019, et ce suite à des plaintes de riverains disant subir des migraines à cause de l’éclairage nocturne de l’installation.

#### Les grandes roues
Si de nombreuses variantes de grandes roues se sont succédé place Bellecour, 3 d’entre elles se distinguent en restant sur la place plus d’une saison annuelle ; la première, exposée de 2006 à 2009 puis de 2012 à 2019, fait 60 mètres de haut et dispose de cabines ouvertes. Entre 2021 et 2023, une autre roue mesure 55 mètres avec des cabines cette fois fermées. Enfin, depuis 2024, la roue ne mesure plus que 50 mètres, toujours avec des cabines fermées.

### Fête des Lumières

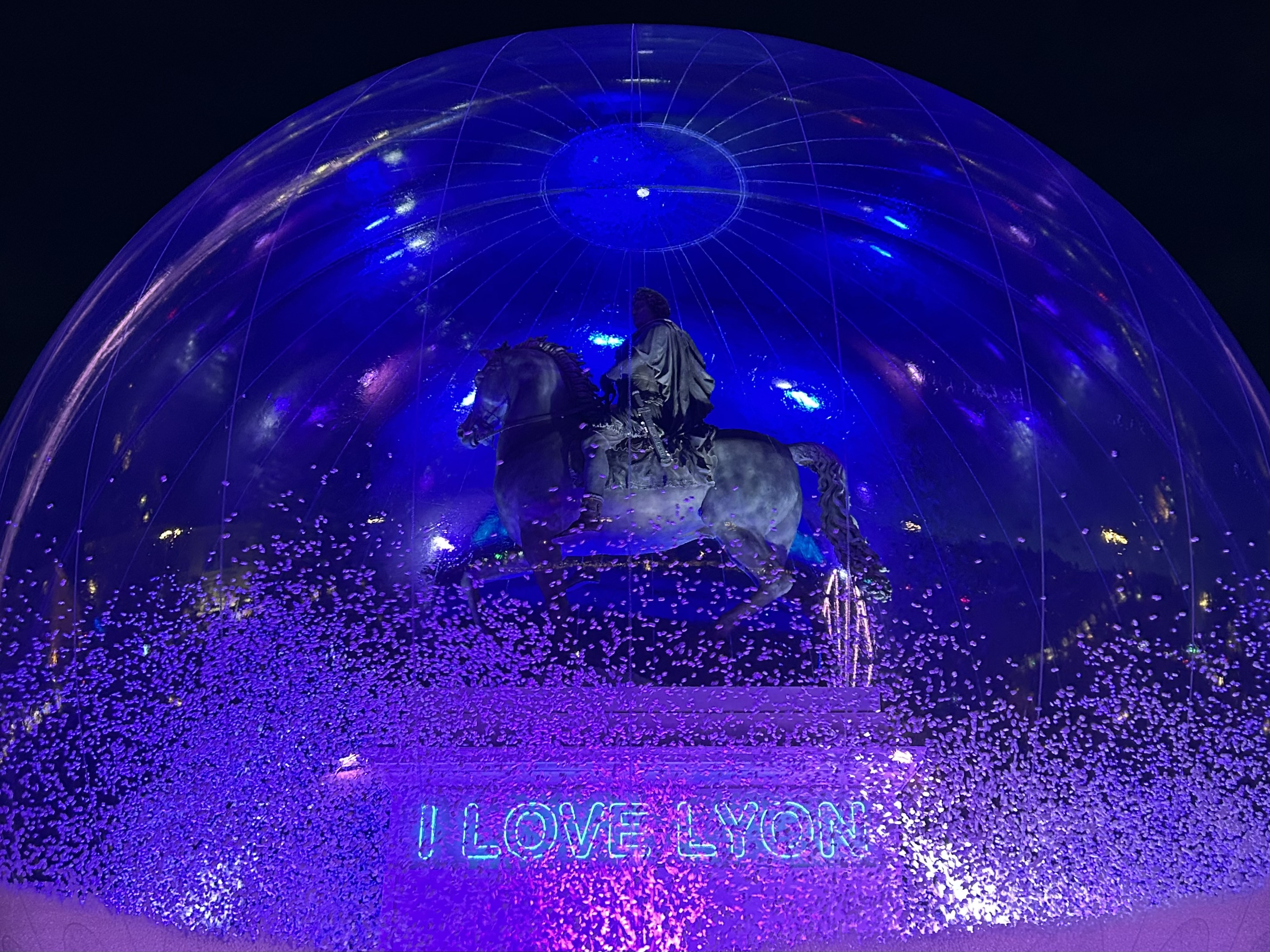
La statue équestre de Louis XIV enfermée dans une boule à neige géante lors de l’édition 2024 de la Fête des Lumières.

La place accueille généralement des installations artistiques pendant la Fête des Lumières. Ces dernières varient entre objets lumineux, détournements de la statue équestre de Louis XIV, et projections sur une toile géante dressée sur la grande roue. Il est à noter que ces différents aspects peuvent parfois se cumuler sur un seul projet.
Le patrimoine de la place y est ainsi mis en valeur, par exemple en mettant en scène la statue comme enfermée dans une boule à neige. Plus largement, le patrimoine de Lyon est également souligné lors du festival sur la place, comme en 2014, où l’installation est dédiée à l’écrivain lyonnais Antoine de Saint-Exupéry.

### Compétitions sportives
Les supporters s'y rassemblent régulièrement lors d'événements sportifs, car un écran géant y est souvent installé. Les Lyonnais y suivent notamment la victoire de la France en finale de la coupe du monde 1998. La place Bellecour a été sélectionnée pour accueillir une fan zone lors du Championnat d'Europe de football 2016, d'une capacité de 20 000 places.
Lors de la Coupe du Monde de Football 2018, la mairie avait dans un premier temps refusé de mettre en place une fan zone, pour cause budgétaire notamment. Face à l'épopée des Bleus, la mairie a finalement changé son fusil d'épaule en autorisant l'installation d'un écran géant pour diffuser la finale. Malgré un temps orageux, de fortes pluies et du vent, plus de 20 000 personnes ont ainsi pu suivre et fêter la victoire de l'Équipe de France de football sur la Croatie en finale du mondial 2018.
Quatre ans plus tard, après la finale de la coupe du monde 2022 face à l'Argentine, la place est le théâtre d'affrontements entre policiers et supporters.

## Description par numéro
Au no 27 se trouve le Cercle de l'Union, club privé créé en 1917 et formé d'environ 500 membres.